# Jakobervorstadt
 (mars 2020).

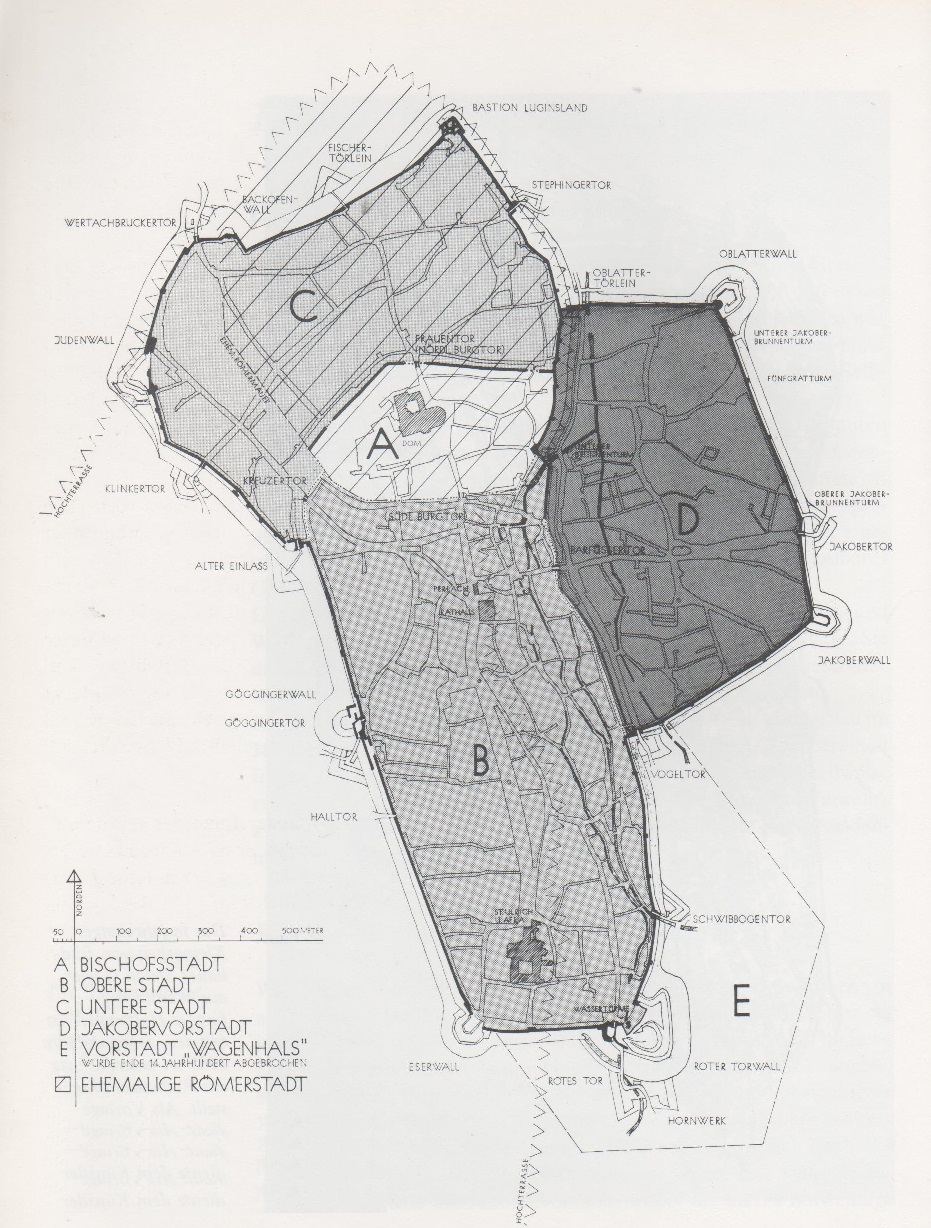
Étapes de développement de la vieille ville d'Augsbourg. La lettre D marque le Jakobervorstadt.

Le Jakobervorstadt (en français « faubourg de Jacob ») est un quartier historique d'Augsbourg. Il est situé à l'est de la ville fortifiée. Sa limite ouest est le fossé du centre-ville, qui correspond aujourd'hui aux rues Oberer Graben, Mittlerer Graben et Unterer Graben. Au nord, à l'est et au sud, le Jakobervorstadt est entouré par les douves extérieures, avec deux bastions Oblatterwall et Jakoberwall. Les rues Bert-Brecht-Straße, Oblatterwallstraße et Jakoberwallstraße se situent aujourd'hui à l'emplacement extérieur des douves, alors qu'à l'intérieur se trouvent les rues Gänsbühl, Untere Jakobermauer, Obere Jakobermauer et Vogelmauer. 
C'est dans le Jakobervorstadt que se trouve le plus ancien établissement social existant dans le monde, la Fuggerei, qui est fortifiée comme une petite ville dans la ville et fermée par des portes. 

## Histoire

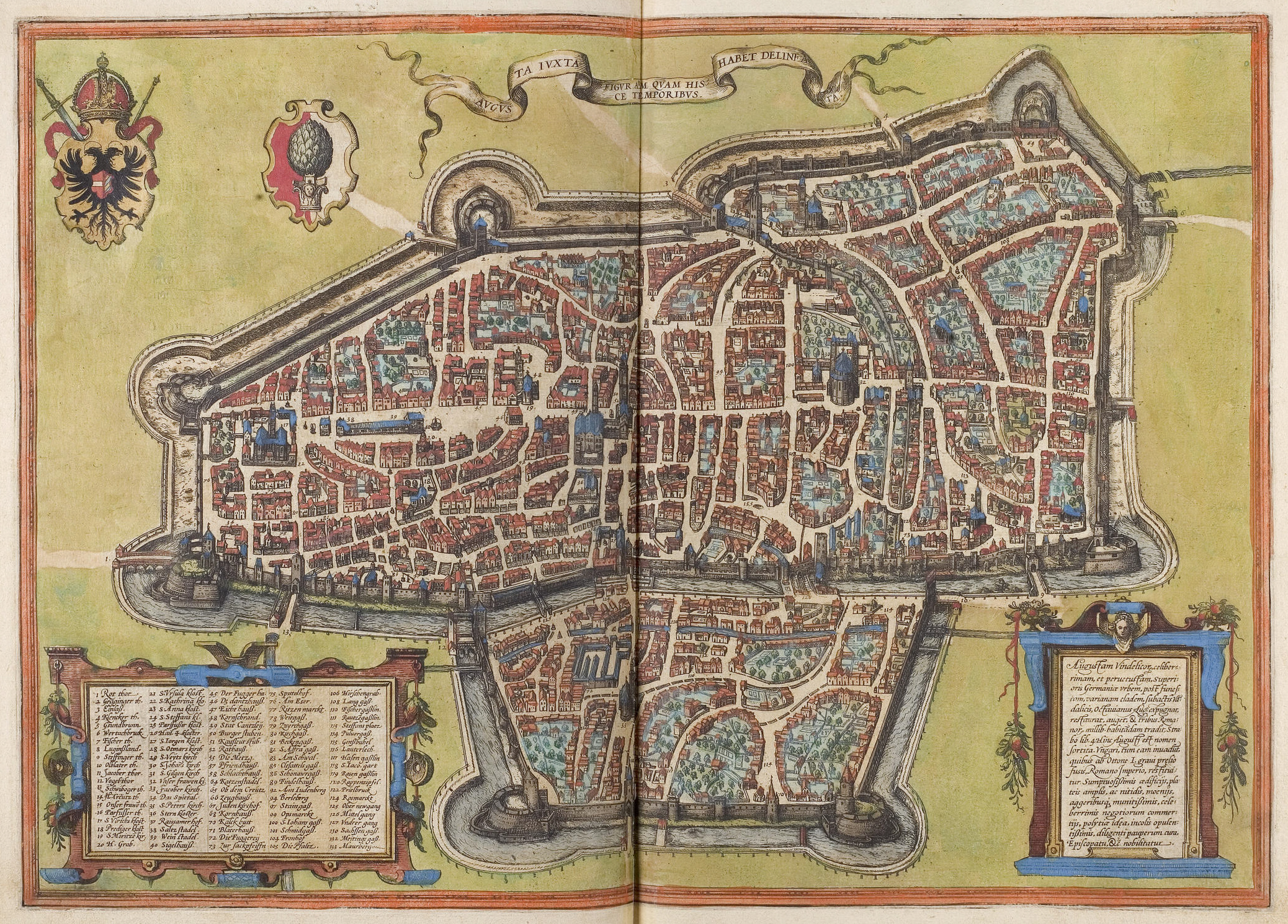
Sur cette carte d'Augsbourg en 1572, la Jakobervorstadt (ci-dessous) et les fortifications de la ville, déjà entièrement construites, sont clairement visibles.

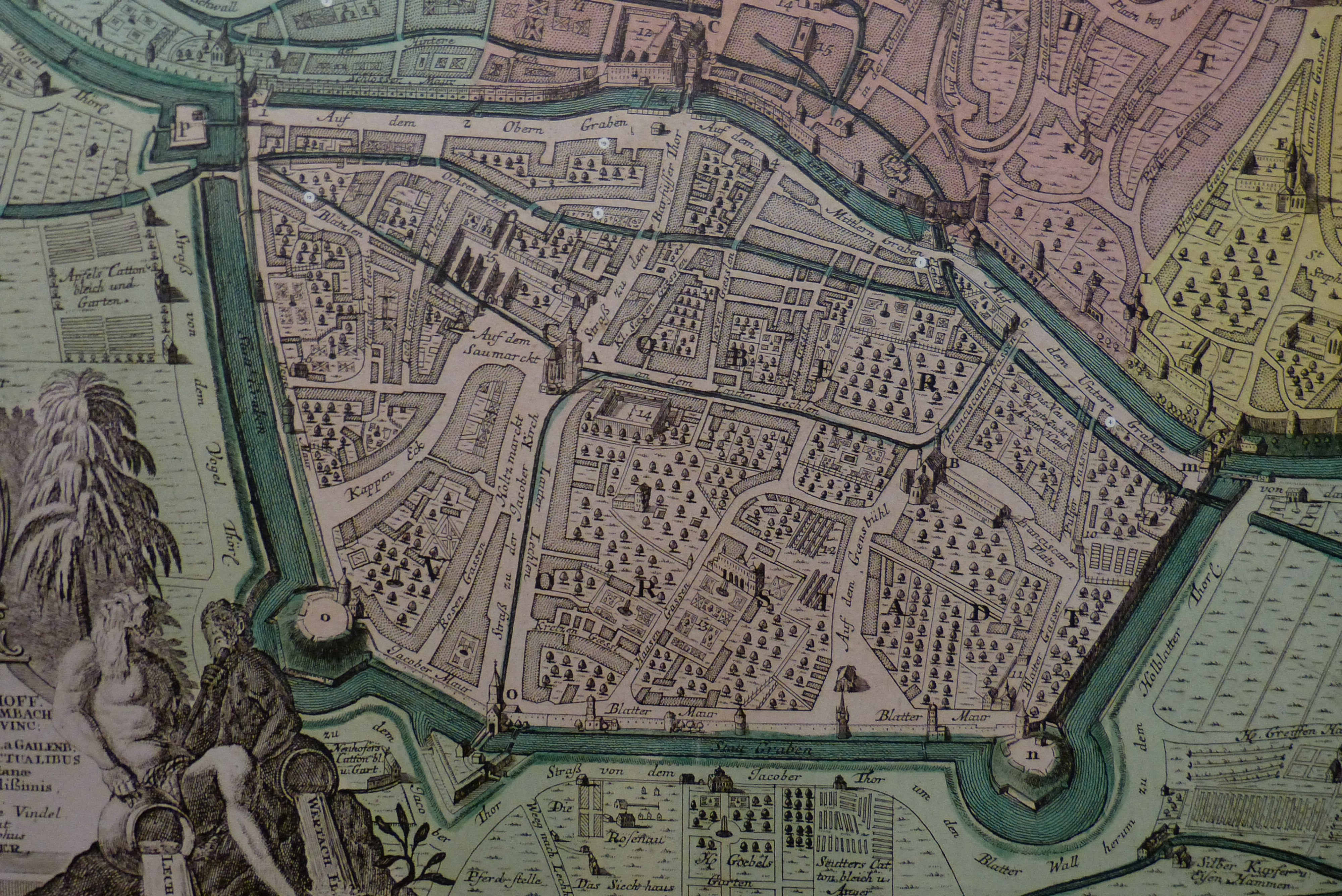
Jakobervorstadt vers 1730/1731.

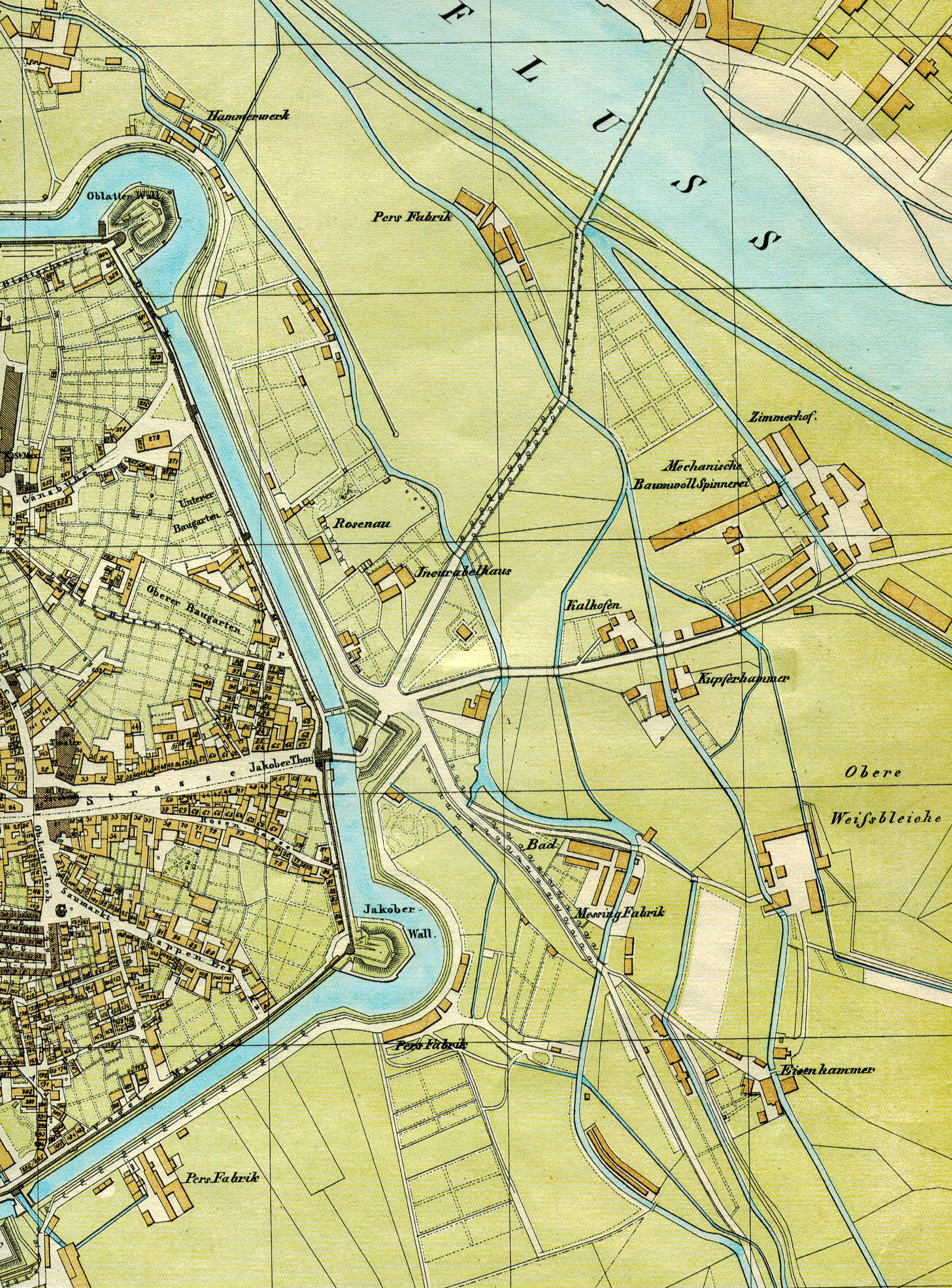
Devant la Jakobervorstadt, a été créé au XIVe siècle la zone industrielle du quartier textile. Détail d'un plan de la ville d'Augsbourg de 1846.

Le Jakobervorstadt a été construit au Moyen Âge en tant que banlieue en dehors de la ville historique originale d'Augsbourg. Son centre est l'église de pèlerinage Saint-Jakob, qui a également donné son nom au quartier. À partir de 1340, le Jakobervorstadt a été inclus dans l'anneau de fortification de la ville. La Barfüßertor (« porte aux pieds nus ») était à l'origine la porte orientale de la ville d'Augsbourg, à partir de laquelle la route menait vers un pont sur la rivière de la Lech construit en 800, proche du village de Lechhausen en direction de l'État historique de Bavière. Avec la fortification et l'ajout du quartier Jakobervorstadt, une nouvelle porte, la Jakobertor, a repris ce rôle, et l'importance de la Barfüßertor s'est réduite en une porte intérieure de la ville. Une zone habitée avant le quartier de Jakobertor actuel est mentionnée pour la première fois en 1249, le quartier de Jakobertor l'étant lui-même en 1346. À partir de 1415, le Jakobervorstadt a été complètement entouré par un mur d'enceinte. Au cours du XVe siècle, les douves de la ville extérieure autour de Jakobervorstadt ont été approfondies et élargies. 
En plus du pont du Barfüßertor, il existait une deuxième liaison entre le centre-ville et Jakobervorstadt via les douves du centre-ville, un rempart appelé Unterer Neuer Gang. C'est sur ce mur que se trouve le système de distribution des eaux Unteren Wasserwerk - toujours existant et listé comme patrimoine mondial de l'Unesco. Sur le Mauerberg se trouve la maison « aux sept enfants » aujourd'hui transformée en cinéma local. Au sud, la Vogeltor (porte des oiseaux) sert d'entrée au Jakobervorstadt depuis 1445. Une porte au nord construite en 1449, l' Oblattertor n'existe plus aujourd'hui. En 1485, la fortification du Jakobervorstadt a été achevée avec la jonction des murs avec la vieille ville existante. Le Jakoberwall a été construit entre 1540 et 1542 et le Oblatterwall en 1543. 
L'un des canaux d'Augsbourg approvisionné par la Lech, le Sparrenlech, a été dérouté à travers les douves extérieures de la Jakobervorstadt. Il se combine là avec le "Stadtbach" - petite rivière prenant sa source à proximité. Ce ruisseau quitte ensuite la ville et le Jakobervorstadt via l'ancienne Oblattertor, où il a de nouveau été conduit à travers les douves extérieures de la ville. 
Une église du Saint-Sépulcre construite de 1120 à 1128 a servi de noyau à un monastère franciscain de la Jakobervorstadt. L'église Saint-Sépulcre a été démolie en 1611 et une autre église associée à un monastère a été construite à sa place, inaugurée en 1613. Au cours de la sécularisation, l'église et le monastère ont été désacralisés en 1803 et les derniers franciscains ont été délogés par la police en 1808. Par la suite, l'ancienne église a servi d'entrepôt de sel et le monastère de caserne. Le roi Maximilien Ier Joseph de Bavière a reconverti l'église franciscaine en une église paroissiale catholique en 1811, en échange de quoi l'église a dû être renommée pour porter le nom de Saint-Max, patronyme du roi Maximilien. 
À la limite entre la Jakobervorstadt et le quartier de la cathédrale, la tour de la fontaine inférieure (Untere Brunnenturm) servait à l'approvisionnement en eau de la ville et se trouvait sur le Mauerberg. Sous la direction de l'architecte Elias Holl, deux autres châteaux d'eau ont été construits pour alimenter le quartier de la Jakobervorstadt, dont un seul, le château d'eau inférieur de Saint-Jakob, a été conservé. Entre ces deux châteaux d'eau s'élève la « tour à cinq tours », une ancienne tour de défense. 
La classe sociale inférieure de la ville impériale d'Augsbourg vivait principalement dans le Jakobervorstadt. C'est pourquoi les Fugger ont implanté leur ensemble de logements pour les pauvres ici et non dans la ville haute. Ce statut est resté associé à la Jakobervorstadt dans les siècles suivants. À l'ère de l'industrialisation, de nombreuses familles de travailleurs d'usine vivaient dans le Jakobervorstadt. 
De 1856 à 1859, l'ancien hôpital principal de Jakobervorstadt a été construit dans le style néo-gothique. La fontaine de Neptune avec la plus ancienne statue de fontaine d'Augsbourg se trouve dans la Jakobervorstadt depuis 1888 ; auparavant elle était située à d'autres endroits de la ville. L'hôpital Vincentinum au nord de Saint-Max trouve ses origines dans une maison de retraite de la Congrégation des Sœurs Miséricordieuses de Saint-Vincent de Paul fondée en 1892. 
Lors des raids aériens sur Augsbourg en 1944, le Jakobervorstadt a été lourdement bombardé et de nombreux bâtiments ont été complètement ou en grande partie détruits, notamment les églises de Saint-Jakob et Saint-Max. Ils ont été reconstruits après la Seconde Guerre mondiale.

## Aujourd'hui
Les douves de la ville extérieure près du Jakobervorstadt ont été en grande partie préservées à ce jour et, contrairement à d'autres parties des douves de la ville d'Augsbourg, n'ont pas été remplies et pourvues de bâtiments ou converties en nouvelles rues. Une partie des douves de la ville sont remplies d'eau sur Oblatterwall et sont accessibles pour l'aviron et le pédalo (Augsburger Kahnfahrt). 
Aujourd'hui, le Jakobervorstadt fait partie de la zone de planification du centre-ville d'Augsbourg. Cette zone est divisée en neuf sous-districts, dont deux couvrent la zone historique de Jakobervorstadt : Jakobervorstadt-Nord et Jakobervorstadt-Süd. Cependant, en plus du Jakobervorstadt original, ces deux sous-districts comprennent également une petite partie de la vieille ville à l'ouest, délimitée par les rues Barfüßerstraße, Hoher Weg et Spenglergäßchen. Par conséquent, les bâtiments suivants situés dans le quartier originel du Lechviertel appartiennent également au quartier Jakobervorstadt - Nord : 
- l'abattoir historique
- le Brechthaus, maison de naissance du poète et dramaturge Bertolt Brecht
- la piscine historique de la vieille ville.

## Structure démographique actuelle
Par rapport à l'ensemble d'Augsbourg, le Jakobervorstadt compte désormais un nombre particulièrement élevé de célibataires, moins d'enfants et plus de personnes avec des passeports étrangers. Les Turcs, les Serbes, les Italiens et les Grecs sont nombreux. Cependant, la proportion d'Allemands issus de l'immigration y est nettement plus faible que dans toute la ville. 
Le quartier de Jakobervorstadt a cependant une certaine gentrification en raison d'une forte augmentation des loyers et des prix des logements depuis quelques années.

## Foires et festivals
Le Jakober Kirchweih (Kermesse de Jacob) est un festival folklorique annuel dans le Jakobervorstadt. Par ailleurs, l'Augsburger Dult, un marché  traditionnel, se tient deux fois par an, au printemps et en automne, dans la rue entre Vogeltor et Jakobertor. 